# Средна земя
Средната земя (на английски: Middle-earth) е мястото на голяма част от фентъзи творбите на английския писател Дж. Р. Р. Толкин. Терминът е еквивалент на Мидгард от скандинавската митология и Middangeard в английски произведения включително Беоулф. Средната земя е ойкумене (т.е. обитаваният от хора свят или централният континент на Земята) във въображаемото митологично минало на Толкин. Най-четените произведения на Толкин, Хобитът и Властелинът на пръстените, се развиват изцяло в Средната земя. „Средната земя“ също се превръща в съкратен термин за легендариума на Толкин, неговия голям обем от фентъзи писания и за целия му измислен свят.
Средната земя е основният континент на Земята (Арда) във въображаем период от миналото, завършващ с Третата епоха на Толкин, преди около 6000 години. Разказите на Толкин за Средната земя се фокусират предимно върху северозападната част на континента. Този регион подсказва за Европа, северозападната част на Стария свят, с околностите на Графството, напомнящи за Англия, но по-конкретно, Уест Мидландс, с града в центъра му, Хобитово, на същата географска ширина като Оксфорд.
Средната земя на Толкин е населена не само от хора, но и от елфи, джуджета, енти и хобити, както и от чудовища, включително дракони, тролове и орки. През въображаемата история народите, различни от хората, намаляват, напускат или избледняват, докато след периода, описан в книгите, на планетата не останат само хора.